# ペン・イ・ファン
ペン・イ・ヴァン（Pen y Fan）は、南ウェールズにあるブレコン・ビーコンズ国立公園の最高峰の山である。

## 概要
標高は海抜886メートル（2,907フィート）で、南ウェールズのブレコン・ビーコンズ山地の中でも有数の高さである。山頂はA470号線から見て東側、タリィボント貯水池の西側にあり、峰の東側は急峻な地形が続きクリビンに連なる鞍部に至る。コーン・ディからはなだらかな斜面が続き南にあるマーサーティドヴィルへと下る。
ペン・イ・ヴァンは、氷河で覆われた旧赤色砂岩上にある。

### ファンダンス
ファンダンスとは、イギリス陸軍の特殊部隊SASがブレコン・ビーコンズ国立公園にて実施する新隊員選抜訓練の通称である。夏と冬の年2回実施される。冬季の選抜訓練中には遭難とそれによる低体温症で教官が死亡し、夏季は熱中症で死亡した事例などもある過酷な訓練である。

## トミー・ジョーンズ記念碑
登山口であるストリーアームズから山頂に至る道の途中にある記念碑で、1900年8月に死亡した当時5歳の男子を偲んでその発見場所に建てられた。
トミーは8月4日に遭難し捜索の末9月に発見されたが低体温症が原因で死亡した。1980年には本件をテーマとした映画が作られた。